# Йенсен, Хеннинг
Хе́ннинг Йе́нсен (дат. Henning Jensen; 17 августа 1949, Нёрресуннбю, Ольборг — 4 декабря 2017, Ольборг) — датский футболист, нападающий сборной Дании с 1972 по 1980 годы.

## Карьера

### Клубная
Хеннинг Йенсен начинал карьеру футболиста в датском клубе «Нёрресунбю» из своего родного города. Форвард выступал за клуб с 1965 года в течение семи лет, после чего перешёл в клуб «Боруссия» (Мёнхенгладбах).
Дебютировал в «Боруссии» 13 сентября 1972 года в матче Кубка УЕФА против шотландского «Абердина» и забил в той встрече решающий гол.
В первом своём матче в чемпионата ФРГ (16 сентября 1972 года против «Дуйсбурга») датский форвард отдал голевую передачу Юппу Хайнкесу.
За 4 года выступлений за западногерманскую команду нападающий дважды становился чемпионом ФРГ, а также по одному разу выигрывал кубок страны и кубок УЕФА.
С 1976 по 1979 год Хеннинг Йенсен выступал за мадридский «Реал», в составе которого дважды становился чемпионом Испании.
В 1979 году Йенсен перешёл в амстердамский «Аякс», с которым в сезоне 1979/80 стал чемпионом Нидерландов. Следующим клубом в карьере форварда стал «Орхус». Закончил карьеру футболиста Хеннинг Йенсен в 1984 году в «Нёрресунбю».

### В сборной
Хеннинг Йенсен выступал за сборную Дании с 1972 по 1980 годы. В составе сборной участвовал в отборочных турнирах к чемпионатам мира и Европы. Также провёл 1 матч в рамках отборочного турнира к Олимпиаде—1972. Всего форвард провёл за национальную команду 21 матч, в которых забил 9 голов.

## Статистика

### Матчи Йенсена за сборную Дании
| Матчи Йенсена за сборную Дании | Матчи Йенсена за сборную Дании | Матчи Йенсена за сборную Дании | Матчи Йенсена за сборную Дании | Матчи Йенсена за сборную Дании | Матчи Йенсена за сборную Дании      |
| ------------------------------ | ------------------------------ | ------------------------------ | ------------------------------ | ------------------------------ | ----------------------------------- |
| №                              | Дата                           | Соперник                       | Счёт                           | Голы Йенсена                   | Соревнование                        |
| 1                              | 3 мая 1972                     | Англия (люб.)                  | 1:2                            | —                              | Товарищеский матч                   |
| 2                              | 21 мая 1972                    | Румыния                        | 3:2                            | 1                              | Олимпийские игры 1972 (отбор)       |
| 3                              | 29 июня 1972                   | Швеция                         | 0:2                            | —                              | Чемпионат Северной Европы 1972—1977 |
| 4                              | 18 октября 1972                | Шотландия                      | 1:4                            | —                              | Чемпионат мира 1974 (отбор)         |
| 5                              | 13 октября 1973                | Венгрия                        | 2:2                            | 1                              | Товарищеский матч                   |
| 6                              | 21 ноября 1973                 | Франция                        | 0:3                            | —                              | Товарищеский матч                   |
| 7                              | 3 сентября 1974                | Индонезия                      | 9:0                            | 3                              | Товарищеский матч                   |
| 8                              | 25 сентября 1974               | Испания                        | 1:2                            | —                              | Чемпионат Европы 1976 (отбор)       |
| 9                              | 3 сентября 1975                | Шотландия                      | 0:1                            | —                              | Чемпионат Европы 1976 (отбор)       |
| 10                             | 23 мая 1976                    | Кипр                           | 5:1                            | —                              | Чемпионат мира 1978 (отбор)         |
| 11                             | 27 октября 1976                | Кипр                           | 5:0                            | 2                              | Чемпионат мира 1978 (отбор)         |
| 12                             | 13 апреля 1977                 | Болгария                       | 1:3                            | —                              | Товарищеский матч                   |
| 13                             | 15 июня 1977                   | Швеция                         | 2:1                            | —                              | Чемпионат Северной Европы 1972—1977 |
| 14                             | 24 мая 1978                    | Ирландия                       | 3:3                            | 1                              | Чемпионат Европы 1980 (отбор)       |
| 15                             | 25 октября 1978                | Северная Ирландия              | 1:2                            | 1                              | Чемпионат Европы 1980 (отбор)       |
| 16                             | 12 сентября 1979               | Англия                         | 0:1                            | —                              | Чемпионат Европы 1980 (отбор)       |
| 17                             | 26 сентября 1979               | Финляндия                      | 1:0                            | —                              | Чемпионат Северной Европы 1978—1980 |
| 18                             | 31 октября 1979                | Болгария                       | 0:3                            | —                              | Чемпионат Европы 1980 (отбор)       |
| 19                             | 27 сентября 1980               | Югославия                      | 1:2                            | —                              | Чемпионат мира 1982 (отбор)         |
| 20                             | 15 октября 1980                | Греция                         | 0:1                            | —                              | Чемпионат мира 1982 (отбор)         |
| 21                             | 1 ноября 1980                  | Италия                         | 0:2                            | —                              | Чемпионат мира 1982 (отбор)         |

Итого: 21 матч / 9 голов; 6 побед, 2 ничьи, 13 поражений.

## Достижения
«Боруссия»
- Чемпион ФРГ (2): 1974/75, 1975/76
- Обладатель Кубка ФРГ: 1972/73
- Обладатель Кубка УЕФА: 1974/75

«Реал Мадрид»
- Чемпион Испании (2): 1977/78, 1978/79

«Аякс»
- Чемпион Нидерландов: 1979/80

## Личная жизнь
Скончался 4 декабря 2017 года от рака.